# Mart Tiisaar
Mart Tiisaar (Rapla, 5 de novembro de 1991) é um jogador de vôlei de praia estónio.

## Carreira
Iniciou no voleibol de quadra (indoor) na posição de oposto e atuou como profissional , desde 2010 esteve presente nas categorias de base nacional.Em 2015 estava vinculado ao time finlandês Kuopio LEKA Volley e foi convocado para seleção nacional para disputar o Campeonato Europeu.
Em 2016 decidiu migrar para o vôlei de praia ao lado de Kusti Nõlvak, terminaram na nona posição no Campeonato Mundial Universitário  de Vôlei em Pärnu;e juntos conquistaram no Circuito Mundial de 2017 a medalha de bronze no Aberto de Langkawi, categoria uma estrela, e neste mesma categoria, desta vez, no Circuito Mundial de 2018 obtiveram o vice-campeonato no Aberto de Singapura.Já no Circuito Mundial disputou com Dimitri Korotkov o Aberto de Aidim, retomando com Kusti Nõlvak e conquistando o vice-campeonato no Aberto de Jūrmala, categoria três estrelas.

## Títulos e resultados
- Torneio 3* de Jūrmala do Circuito Mundial de Vôlei de Praia:2019
- Torneio 1* de Singapura do Circuito Mundial de Vôlei de Praia:2018
- Torneio 1* de Langkawi do Circuito Mundial de Vôlei de Praia:2017